# 100 East 53rd Street
Il 100 East 53rd Street (IPA: [wʌn ˈhʌndrəd ist ˈfɪfti θɜrd strit]) è un grattacielo residenziale situato a Midtown Manhattan, New York, progettato dallo studio britannico Foster and Partners.

## Costruzione
Il progetto originario dell'edificio, in origine conosciuto come 610 Lexington Avenue, prevedeva la realizzazione di una struttura per ospitare uno Shangri-La Hotel, tuttavia a seguito della crisi finanziaria iniziata nel 2007 i piani per l'hotel furono abbandonati nel 2009. Nel marzo 2012 Aby Rosen e Michael Fuchs, della RFR Holding LLC, acquistarono il sito di costruzione e annunciarono l'intenzione di andare avanti con il progetto.
I lavori di costruzione ebbero quindi inizio nei primi del 2014, con lo scavo delle fondamenta.
Il 13 gennaio 2016 la struttura ha raggiunto la massima altezza. L'edificio è stato completato nell'estate del 2017.

## Caratteristiche
Il progetto dell'edificio è stato realizzato dalla studio britannico Foster and Partners, guidato dall'architetto Norman Foster. L'edificio comprende un totale di 94 appartamenti, tra cui due duplex. Inoltre, i piani numero 3 e 4 ospitano una serie di servizi per i residenti, tra cui una piscina di 18×4,5 m, una sauna, un bagno turco, un centro fitness e una biblioteca.